# تانغ هاو
تانغ هاو (بالصينية: 唐豪) هو مؤرخ ومحامي صيني، ولد في 1887 في مدينة سوجو في الصين، وتوفي في 1959 في بكين في الصين.